# Fülöp orléans-i herceg (1640–1701)
Monsieur Philippe d’Orléans (Saint-Germain-en-Laye, Franciaország, 1640. szeptember 21. – Saint-Cloud, Franciaország, 1701. június 9.), Bourbon-házból származó francia királyi herceg, születése jogán Anjou hercege, XIII. Lajos francia király és Ausztriai Anna királyné fiatalabb fia, a Napkirály öccse. Nagybátyja, Gaston herceg 1660-ban bekövetkezett halálát követően megkapta az Orléans hercege címet, majd 1661-ben a Valois és a Chartres hercege címeket is.
Fülöp egész életében nyíltan élte meg homoszexualitását, számos férfi kegyencével folytatott viszonyt, legismertebb szeretője Philippe de Lorraine lovag volt. Ennek ellenére kétszer is megházasodott: elsőként Angliai Henriettát, majd annak halálát követően Pfalzi Erzsébet Saroltát vette feleségül, akiktől több gyermeke is született, köztük az ország későbbi régense. Fülöp volt az Orléans-ház újbóli megalapítója, közvetlen felmenője a későbbi I. Lajos Fülöp francia királynak is. Orléans hercege tehetséges katonai stratéga volt: döntő szereppel bírt a francia győzelemmel végződő, 1677-es casseli csatában.

## Élete

### Származása
Fülöp herceg a Saint-Germain-en-Laye-i kastélyban született 1640-ben, szüleinek második gyermekeként.
Édesapja XIII. Lajos Franciaország és Navarra királya (1601–1643) volt, IV. Henrik francia király (1553–1610) és Medici Mária firenzei hercegnő (1575–1642) legidősebb fia.
Édesanyja Ausztriai Anna spanyol infánsnő (1601–1666) volt, III. Fülöp spanyol király (1578–1621) és Habsburg Margit osztrák főhercegnő (1584–1611) legidősebb leánya. Szüleinek csak két gyermeke született:
- Lajos (Louis Dieudonné) herceg (1638–1715), a trónörökös, 1642-től XIV. Lajos néven Franciaország és Navarra királya.
- Fülöp (Philippe) herceg (1640–1701), Anjou hercege, 1642–1661 között trónörökös, 1660-tól Orléans hercege.

Bátyja, Lajos herceg szülei házasságának 23. évében született, megsemmisítve XIII. Lajos öccsének, Gaston orléans-i hercegnek trónöröklési reményeit. Fülöp herceg két évvel ezután született, és nyomban Anjou hercegének címét kapta. Apjuk halála és XIV. Lajos megkoronázása (1643) után Fülöp herceg lett bátyja trónjának várományosa egészen 1661-ig, XIV. Lajos fiának, Lajos trónörökös hercegnek megszületéséig.
A király öccsének, Gaston orléansi-i hercegnek hagyományos megszólítása a Monsieur volt. XIV. Lajos trónra lépéskor öccsét, Fülöpöt le Petit Monsieur-nek nevezték, megkülönböztetésül nagybátyjától, Gastontól, akit ezután le Grand Monsieur-nek címeztek. Gaston herceg 1660-ban elhunyt, ezután Fülöp herceg lett a Monsieur, a király öccse. Bátyjától megkapta Gaston birtokát, az Orléans-i Hercegséget, vele Orléans hercegének címét.

### Gyermekkora, neveltetése

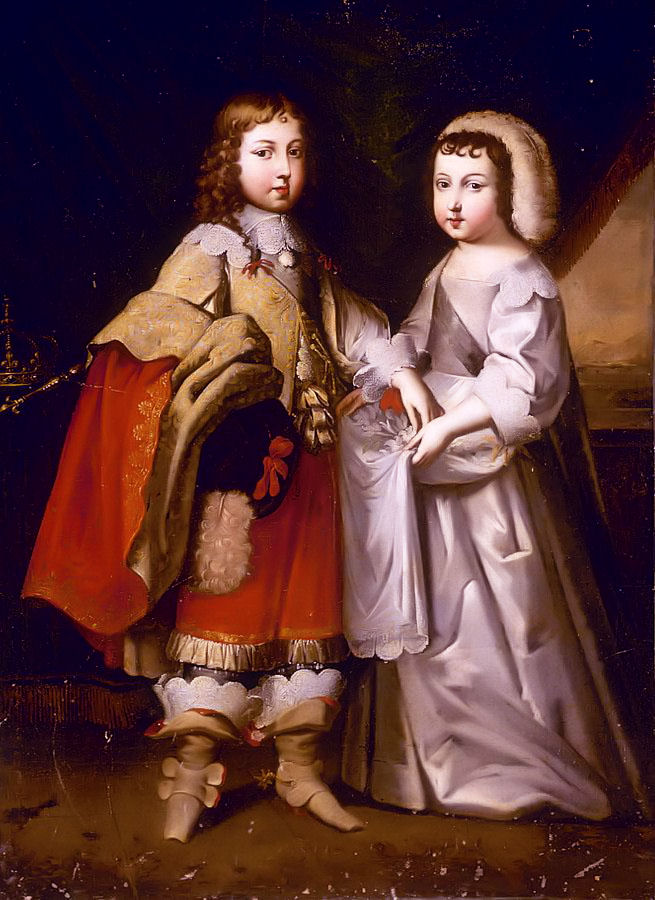
A kis Monsieur kislányruhában, bátyjával, XIV. Lajossal.

Az ifjú Fülöp herceg tanítását François de La Mothe Le Vayer királyi preceptor (házitanító) végezte.
Mazarin bíboros és Ausztriai Anna anyakirályné – XIII. Lajos király és Gaston herceg példáját ismerve – attól tartottak, egy erős királyi öcs veszélyt jelenthet az elsőszülött fivér hatalmára, ezért Fülöpöt kis gyermekkorától kezdve gyakorlatilag leánynak nevelték. Lányruhában járatták, játszótársként lánynak öltöztetett, vele egykorú fiút adtak mellé, François-Timoléon de Choisy-t, akit később, még gyermekkorában abbévá neveztek ki. A lányruhába öltöztetés önmagában nem tűnt ki, mert ebben a korban a nemesi kisfiúkat (kb. hat éves korukig) gyakran járatták így. Fülöp azonban, bátyjával tökéletes ellentétben, elnőiesedett, feminin viselkedésű, érzékeny karakterű fiúvá serdült. Még felnőtt korában is időnként női ruhákba bújt, és örömét lelte, ha az udvarhölgyeket tévedésbe ejthette.
Mazarin bíboros magával hozta Párizsba nagyszámú unokahúgát és unokaöccsét, a Mancini-rokonságot. Egyes kutatók szerint ezek egyike, Philippe Mancini vezette be az ifjú Anjou herceget a homoszexuális praktikákba. A homoszexuális szenvedélyt a korabeli francia udvaroncok „olasz fertőnek” (vice italien) nevezték. Fülöp második, német felesége, Erzsébet Sarolta pfalzi hercegnő (1652–1722) viszont levelezésében „francia romlottságnak” (mal français) hívta ugyanazt.
A két herceg ellentétes irányú nevelése kis híján katasztrófát okozott 1658-ban, a francia–spanyol háború során, amikor XIV. Lajos a flandriai Bergues ostrománál a fertőzött ételtől súlyosan megbetegedett. Az udvaroncok azonnal Fülöp herceghez, a trón várományosához törleszkedtek, akit anyja és Mazarin uralkodásra alkalmatlannak igyekeztek neveltetni. Lajos azonban túlélte a mérgezést és Fülöpöt ismét háttérbe szorította.

### Magánélete
Fülöp herceget – ismert homoszexuális hajlama ellenére – bátyja házasságkötésre kötelezte utódlásának biztosítására. A kényszerhelyzetbe jutott Fülöp kicsapongó életmódban, extravagáns kalandokban és mértéktelen pénzszórásban keresett kiutat. Sok férfi kegyencet tartott, köztük Alexis Henri de Châtillon márkit, Armand de Gramont de Guiche grófot és másokat. Egyikük, a szép, de minden erkölcsi gátlástól mentes Philippe de Lorraine-Armagnac gróf (1643–1702), akit közönségesen csak „Lotaringia lovagja” (Chevalier de Lorraine) címmel illettek, egész életén (harminc éven) át Fülöp kegyence maradt, vele lakott a Palais-Royalban és Saint-Cloud-ban, befolyása alatt tartva a herceget, manipulálva annak döntéseit és intrikálva Fülöp mindkét felesége ellen. Az eredetileg vagyontalan lovag dúsgazdaggá vált a Fülöptől szerzett ajándékokból, és az államkasszából. A kortársak úgy tartották, „Lotaringia lovagja” közreműködött Fülöp első feleségének, Stuart Henrietta Anna angol királyi hercegnőnek megmérgezésében.
Idősebb korában Lotaringia lovagja fiatalabb férfi partnereket hajtott fel Fülöp herceg számára. Bár több botrányba is belekeveredett, XIV. Lajos rendelkezésére továbbra is öccsének udvartartásában maradt, mert ez – a király szándékával egyezően – tovább rontotta az Orléans-i ág tekintélyét, és fokozta öccsének megalázott helyzetét.

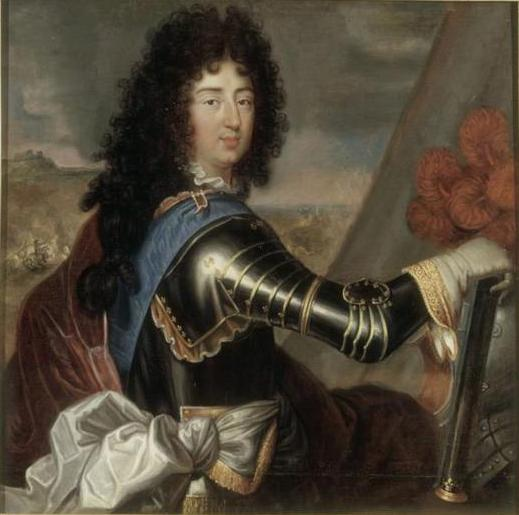
Fülöp herceg a Szentlélek-rend jelvényeivel: a Bourbon-liliommal (fleur de lys) és a kék szalaggal (cordon bleu).

### Vagyona, pénzügyei
Bátyjától, az uralkodótól kapott örökrész (apanázs) a Monsieur-t a királyság egyik leggazdagabb emberévé tette. Az elhunyt Gaston herceg birtokai közül megkapta a gazdag Orléans-i és Chartres-i hercegségeket, ezek jövedelméből rangjához méltóan élhetett. XIV. Lajos ugyanakkor megtagadta tőle a Blois-i grófságot, a chambord-i kastélybirtokot és Languedoc tartományt, amelyek pedig Gaston után szintén Fülöpre szálltak volna. Orléans hercege emellett jelentős járadékot is kapott a királytól, és részesedést kapott a később felépített Orléans-i hajózócsatorna (Canal d’Orléans) hasznából is.
Két hercegi rezidenciát használt: az örökrészként kapott és hatalmas költségekkel pazarul átalakított párizsi Palais-Royal-ban ünnepségeket, fogadásokat, színielőadásokat rendezett. Férfi kegyenceinek is itt rendezett be lakosztályokat. Féktelen költekezése miatt hatalmas adósságokat halmozott fel, szinte egész vagyonát hitelezői kötötték le. 1658-ban bátyja, XIV. Lajos neki ajándékozta Saint-Cloud kastélyát. Fülöp itt is költséges munkákat végeztetett el, nagy franciakerteket alakított ki, a parkban különálló palotát (trianont) épített.
Jövedelmeiből – a fényűzés és az építkezések mellett – mecénási tevékenységet is folytatott. 1658–1665 között nagy támogatója (és védelmezője) volt például Molière színtársulatának, előadásaikat a király színe elé is bejuttatta. A párizsi Palais-Royal palotában otthont adott a zenei és a táncakadémiának. Értékes festményekből, drágakövekből, ékszerekből híres gyűjteményt épített fel.

### Másodhegedűsként
A Monsieur egész életében kívül rekedt a hatalom gyakorlásából. Bátyja, a Napkirály háttérbe szorította öccsét, akit kicsapongó élete és szeszélyes természete miatt nem tartott alkalmasnak államügyek intézésére. Paradox módon Fülöp herceg kiváló katonai stratéga volt, tehetsége már fiatalon megmutatkozott, de bátyja nem szívesen adott neki önálló parancsnoki hatáskört. 1668 tavaszán, a devolúciós háború döntőnek szánt hadműveletében Fülöp herceg tízezer emberrel Katalónia ellen vonult volna, de a nemzetközi helyzet megváltozott, az offenzíva elmaradt. 1677-ben, a francia–holland háború során Fülöp herceg nagy katonai győzelmet aratott a casseli csatában, első felesége unokafivérének, Orániai Vilmos hercegnek csapatai fölött. Párizs lakossága és a hadsereg zajosan ünnepelte a győztes hadvezért. Királyi bátyja (féltékenységből vagy óvatosságból) e naptól fogva minden komolyabb parancsnoki tisztséget megvont tőle. A casseli csata maradt Fülöp egyetlen fontos haditette.

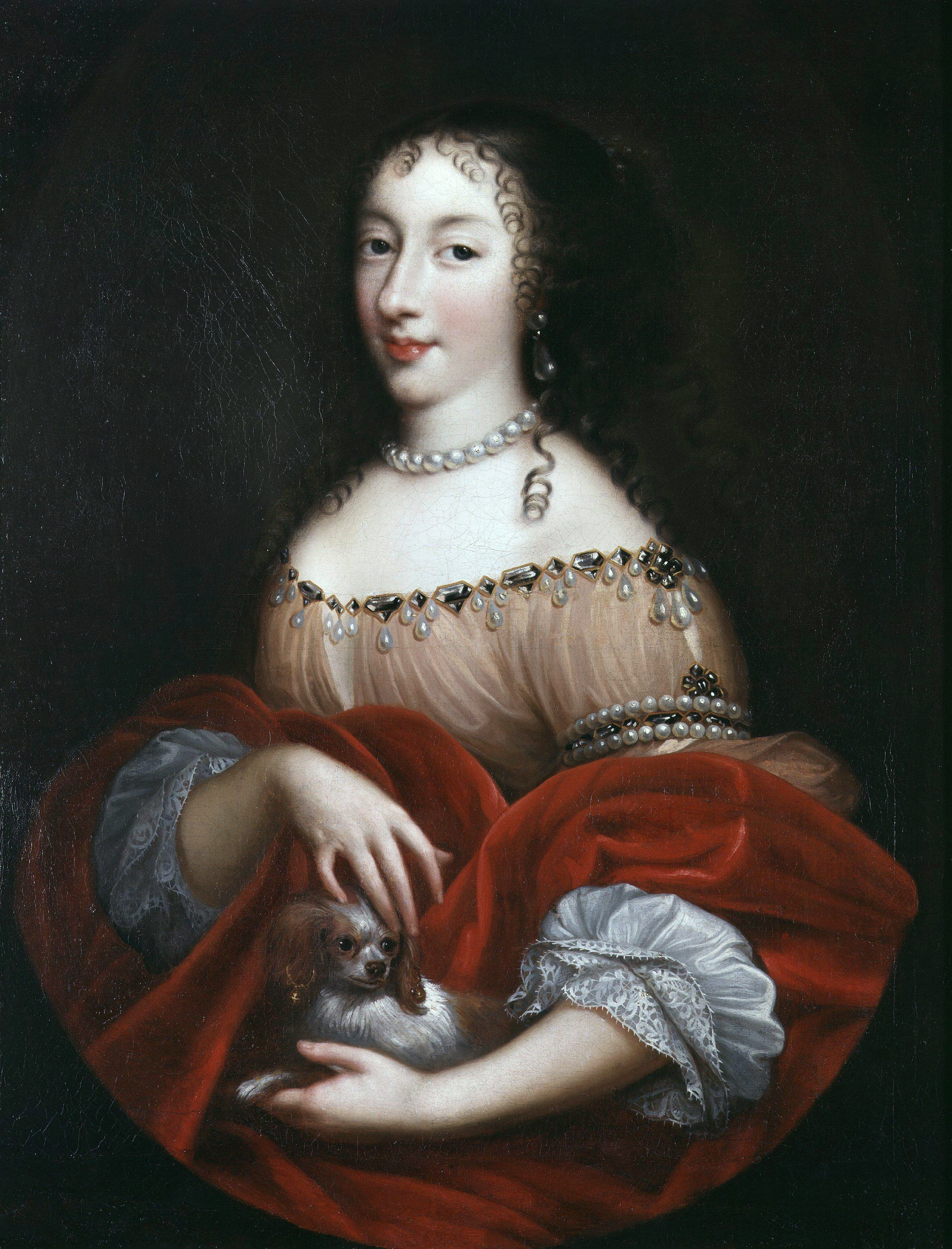
Stuart Henrietta Anna

### Első házassága
Fülöp két házasságot kötött, mindkettőre bátyja, XIV. Lajos kényszerítette. 1661. március 31-én a párizsi Palais-Royal kápolnájában Fülöp herceg feleségül vette unokanővérét, a Stuart-házból való Henrietta Anna angol királyi hercegnőt (angolul: Henrietta Anne Stuart, franciául: Henriette d’Angleterre, 1644–1670), a kivégzett I. Károly angol király (1600–1649) és a Bourbon-házból való Henrietta Mária francia királyi hercegnő (1609–1669) leányát, IV. Henrik király unokáját. A dinasztikus házassággal a két monarchia közötti kötelékeket akarták megerősíteni. A homoszexuális Fülöpnek nem sok öröme telt a házasságban, Lotaringia lovagja is intrikált felesége ellen. Henrietta gyűlölte férje kegyenceit, de maga is kikapós lévén, több szeretőt is tartott, többek szerint viszonyba keveredett sógorával, a királlyal is. A rossz házasságból ennek ellenére három gyermek született:
- Mária Lujza (1662–1689), aki az utolsó Habsburg-házi spanyol király, II. Károly felesége lett.
- Fülöp Károly királyi herceg, Valois hercege (1664–1666), kisgyermekként meghalt.
- Anna Mária (1669–1728), aki 1684-ben II. Viktor Amadé savoyai herceghez (1666–1732) ment feleségül. Férje 1730-tól II. Viktor Amadé néven szárd–piemonti király lett. Anyja révén Anna Mária királynét és utódait a skót jakobiták az Egyesült Királyság és Írország jogos trónörökösének tekintették.

1670-ben Henrietta Anna hercegné elérte sógoránál, hogy a király száműzze Fülöp rossz szellemét, Lotaringia lovagját. A lovag elutazott Rómába, de röviddel ezután a 26 éves Madame rejtélyes okokból hirtelen meghalt. A kortársak mérgezésre gyanakodtak, amelyben Lotaringia lovagjának és Fülöp többi férfi kegyencének kezét lehetett sejteni. De senkit sem fogtak perbe. Henrietta Anna sírbeszédét maga Bossuet, a híres hitszónok mondta el, akit felháborított Fülöp erkölcstelen élete.

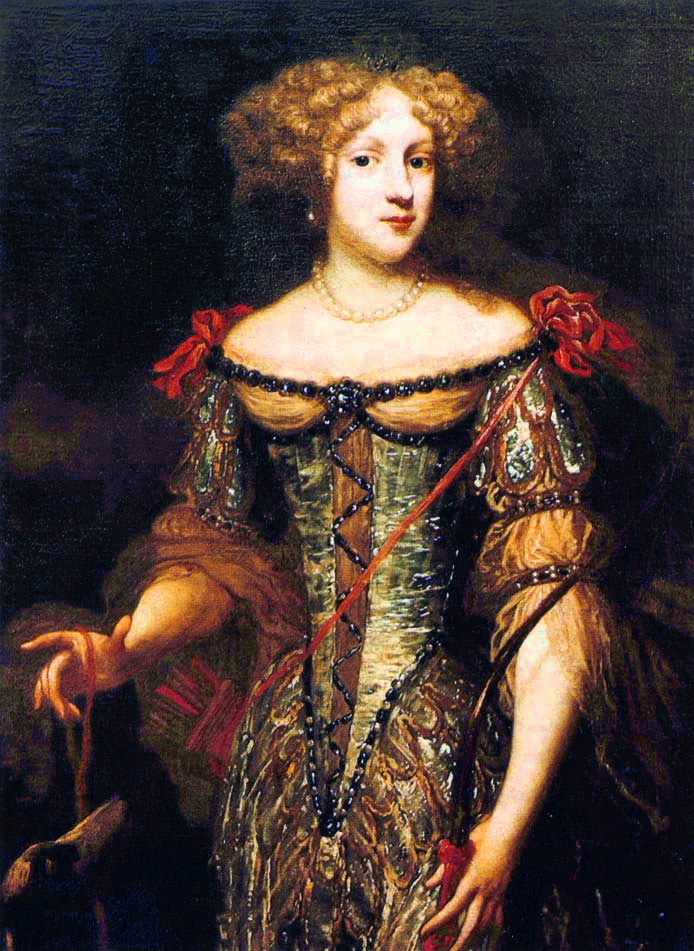
Erzsébet Sarolta pfalzi hercegnő

### Második házassága
Lajos nyomban újabb házasságra sarkallta öccsét, hogy legyen örököse az Orléans-háznak. A menyasszonyt a Rajnai Palotagrófságban kereste, amelyet Lajos saját országához akart csatolni. Fülöp csak úgy egyezett bele a második házasságba, ha elűzött kegyence visszatérhet. A gyászév leteltével, 1671. november 16-án Fülöp herceg Metzben képviselők útján (per procurationem), majd december 21-én Châlons-sur-Marne-ban személyesen is feleségül vette a Wittelsbach-házból való Erzsébet Sarolta pfalzi hercegnőt (Liselotte von der Pfalz, 1652–1722), I. Károly pfalzi választófejedelem (1617–1680) és Sarolta hessen-kasseli tartománygrófnő (1627–1686) leányát, aki az esküvő előtt áttért a katolikus vallásra. Ez is dinasztikus házasság volt, szerelem nélkül, de bizonyos kölcsönös tisztelettel viseltettek egymás iránt. Ebből a házasságból is három gyermek született:
- Sándor Lajos (Alexandre-Louis), Valois hercege (1673–1676), kisgyermekként meghalt.
- Fülöp (1674–1723), Chartres hercege, apjának halála (1701) után Orléans hercege, nagybátyjának, XIV. Lajosnak halála (1715) után Franciaország régense, aki apjától örökölte Orléans hercegének címét.
- Erzsébet Sarolta (1676–1744), Chartres kisasszonya, aki Lipót Józsefhez (1679–1729), Lotaringia és Bar hercegéhez ment férjhez, az ő fia lett I. (Lotaringiai) Ferenc német-római császár. Őt tekintik a Habsburg–Lotaringiai-ház egyik ősanyjának.

### Halála
1701 májusában a két fivér vitába keveredett gyermekeik összeházasítása miatt. A királyi báty még 1692-ben rákényszerítette Fülöp legidősebb törvényes fiát, Fülöpöt, Chartres hercegét (a jövendő régenst), hogy vegye feleségül unokanővérét, Françoise Marie de Bourbon hercegnőt (1677–1749), Blois kisasszonyát, XIV. Lajos törvényesített fattyát, Montespan márkiné leányát. XIV. Lajos előszeretettel adta házasságon kívül született gyermekeit az Orléans-ház törvényes tagjaihoz, hogy fenntartsa a riválisnak tartott családi ág megalázott és alárendelt helyzetét.
A király a házasságért cserébe az ifjabb Fülöp adósságainak rendezését ígérte, de ezt nem teljesítette. A szoknyabolond Fülöp herceg nyíltan megcsalta a ráerőltetett feleséget. A király, saját tekintélyének védelmében leányának oldalára állt. Követelte öccsétől, fékezze meg a fiát. Az eladósodott Fülöp az elmaradt pénzjuttatást hiányolta. Heteken át tárgyaltak. 1701. június 8-án Marly kastélyéban súlyos veszekedés robbant ki a két fivér között. Fülöp is szemére vetette bátyjának sorozatos házastársi hűtlenségét. Haraggal váltak el, a Saint-Cloud-ba hazatérő Fülöp herceg útközben agyvérzést kapott. Másnap, 1701. június 9-én a reggeli órákban meghalt.
A Napkirályt nagyon lesújtotta a tragédia, a kortársak többször látták sírni ezekben a napokban. XIV. Lajos felelősnek érezte magát öccsének elvesztéséért. A Monsieur-t június 21-én a párizsi Saint-Denis-székesegyházban temették el. Özvegye, Erzsébet Sarolta – korábbi házastársi megaláztatásai ellenére – gondosan elégette elhunyt férjének férfi szeretőitől maradt leveleket, nehogy azok rossz kezekbe jutva foltot ejtsenek Fülöp emlékén.
Fülöp herceg mintegy 7,5 millió livre adósságot hagyott maga után. Fia, Fülöp, Chartres hercege kénytelen volt eladni apja legendás ékszergyűjteményét is. Ilyen mennyiségű ékszert egy tételben még sohasem kínáltak eladásra. Egész Európából Párizsba gyűltek az ékszerészek, a hatalmas üzlet tető alá hozására. A túlkínálat miatt a vételár, mintegy 500 000 livre, jóval az ékszerek becsértéke alatt maradt.

## Alakja szépirodalomban, játékfilmben
- Roland Joffé 2000-ben bemutatott Vatel c. játékfilmjében Fülöp herceg, a Monsieur (Murray Lachlan Young) nyíltan homoszexuális személyként jelenik meg, aki Condé herceg (Julian Glover) vendégeként előbb konfrontálódik François Vatel háznaggyal (Gérard Depardieu), majd megmenti Vatel életét a Lauzun márki (Tim Roth) által ráküldött orgyilkosoktól.
- Roger Planchon 1993-ban bemutatott XIV. Lajos gyermekkora (Louis, enfant roi) c. játékfilmje Fülöp herceg gyermekkorában játszódik, aki frusztráló kapcsolatban van anyjával és bátyjával, a királlyal, és kislányruhában járatják.
- id. Alexandre Dumas Bragelonne vikomt c. romantikus regényében is feltűnik személye.

## További irodalom
- Christian Bouyer: Le Duc d’Orléans, frère de Louis XIV, Pygmalion, ISBN 2-85704-828-9 (franciául)
- Philippe Erlanger: Monsieur, frère de Louis XIV, Hachette, 1953. (franciául)
- Saint-Simon: Mémoires, 1691–1723. III. fejezet (franciául)
- Dirk Van der Cruysse: Madame Palatine, princesse européenne, Fayard, 1988. (franciául)
- Dirk Van der Cruysse: Madame sein ist ein ellendes Handwerck, Liselotte von der Pfalz – Eine deutsche Prinzessin am Hof des Sonnenkönigs. Dt. Übersetzung von Inge Leipold, Piper, München 2001, ISBN 3-492-22141-6
- Nancy Nichols Barker: Brother to the Sun King: Philippe, Duke of Orleans, The Johns Hopkins University Press, 1998. (angolul)
- Philippe Cougrand: Madame, Monsieur ou l’Impromptu de Saint-Cloud, Théâtre, Pleine Page Éditeur, 2008, ISBN 978-2-913406-85-8 (franciául)
- Thea Leitner: Skandal bei Hof. Ueberreuter, Wien 1993, ISBN 3-8000-3492-1 (németül)

| Előző uralkodó: Gaston orléans-i herceg | Orléans hercege 1660 – 1701 Orléans-ház | Következő uralkodó: (II.) Fülöp orléans-i herceg |